# Пелещук Василь
Пелещук Василь (? — ?) — начальник дивізії Дієвої Армії УНР.

## Біографія
У 1914 році був мобілізований з запасу у званні прапорщика, служив у 166-му піхотному Рівненському полку, у складі якого брав участь у Першій світовій війні. Був нагороджений Георгіївською зброєю (4 березня 1917, за бій 31 січня 1916 року). Останнє звання у російській армії — капітан.
У 1917 році — командир батальйону 1-го Українського запасного полку військ Центральної Ради. З листопада 1917 року — командир 3-го Сердюцького полку ім. П. Дорошенка військ Центральної Ради. У лютому 1918 року деякий час перебував на посаді командира 1-го Запорізького куреня Окремого Запорізького загону військ Центральної Ради. З серпня 1918 року — помічник командира зі стройової частини Окремого Чорноморського Коша Армії Української Держави. З кінця жовтня 1918 року — командир цього Окремого Чорноморського Коша. Під час Гетьманату П. Скоропадського був підвищений до звання військового старшини. З грудня 1918 року і до лютого 1919 року — начальник Чорноморської дивізії Дієвої Армії УНР.
Подальша доля невідома.